# Tony Wright (acteur)
Pour les articles homonymes, voir Tony Wright et Wright.
Tony Wright (de son vrai nom Paul Anthony Wright) est un acteur britannique, né le 10 décembre 1925 à Londres et mort le 7 juin 1986 à Wandsworth.

## Biographie
Il est le fils de l'acteur britannique né en France, Hugh E. Wright (en). Il travaille comme baleinier, puis commence sa carrière d'acteur en jouant au théâtre en Afrique du Sud. Il signe ensuite un contrat de longue durée avec la société britannique de production The Rank Organisation. Acteur britannique blond et sexy, il jouait des personnages sexy et dangereux, généralement attirés par des femmes qui lui faisaient faire le sale boulot.
Il est surtout connu en France pour avoir interprété le personnage de Slim Callaghan dans quatre films français réalisés par Willy Rozier et inspirés des romans de Peter Cheyney: À toi de jouer, Callaghan, Plus de whisky pour Callaghan, Et par ici la sortie et Callaghan remet ça. La célébrité de ces films inspireront l'expression devenue proverbiale dans les années 1950 et 1960 : « Bien joué Callaghan ! ».
Il rencontre l'actrice Janet Munro au Kismet Club. Lorsqu'ils se marient en janvier 1957, ils organisent un faux mariage réservé aux photographes. Ils emménagent dans un appartement de trois pièces à Londres dans le quartier de Shepherd's Bush puis divorcent deux ans plus tard,. Il se remarie le 9 janvier 1962 avec Shirley Clark, la fille de l'écrivain Lesley Storm (en). Il meurt en 1986 après une chute, il est incinéré au Putney Vale Cemetery (en).

## Filmographie partielle

### Cinéma
- 1953 : The Flanagan Boy (en) de Reginald Le Borg : Johnny Flanagan
- 1955 : À toi de jouer, Callaghan de Willy Rozier : Slim Callaghan
- 1955 : Plus de whisky pour Callaghan de Willy Rozier : Slim Callaghan
- 1956 : Jumping for Joy de John Paddy Carstairs : Vincent
- 1956 : Jacqueline de Roy Ward Baker : Jack McBride
- 1956 : Tiger in the Smoke de Roy Ward Baker : Jack Havoc
- 1957 : Et par ici la sortie de Willy Rozier : Slim Callaghan
- 1957 : Les Sept Tonnerres de Hugo Fregonese : Jim
- 1958 : The spaniard's curse de Ralph Kemplen : Charlie Manton
- 1959 : Les Seins de glace (The Rough and the Smooth) de Robert Siodmak : Jack
- 1960 : Faces in the Dark de David Eady : Clem
- 1960 : And the Same to You de George Pollock : Percy 'Perce' Gibbons
- 1961 : Callaghan remet ça de Willy Rozier : Slim Callaghan
- 1965 : Le Liquidateur de Jack Cardiff : Flying Control
- 1970 : La Seconde Mort d'Harold Pelham de Basil Dearden : un homme dans le pub (non crédité)
- 1973 : La Chair du diable de Freddie Francis : un marin

### Télévision
- Le Saint (série télévisée) : 
  - 1962 : saison 1, épisode 7 La Flèche de Dieu / The Arrow of God  : John Herrick
  - 1965 : saison 5, épisode 3 Le Champion / The Crooked Ring  : Steve Nelson
  - 1968 : saison 6, épisode 15 L'argent ne fait pas le bonheur / Where the money is  : Largo

- Chapeau melon et bottes de cuir : 1968 : saison 6, épisode 6 George et Fred / Whoever shot Poor George oblique stroke XR40 ?  : Keller

- Amicalement vôtre : 1971 : saison 1, épisode 7 Quelqu'un dans mon genre / Someone Like Me  : David Alton